# Zheng Zhilong

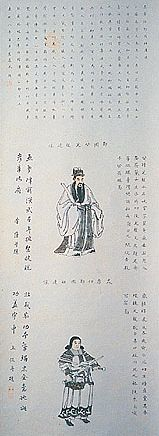
Darstellung von Zheng Zhilong mit seinem Sohn Koxinga auf einer Schriftrolle aus dem 19. Jahrhundert

Zheng Zhilong (chinesisch 鄭芝龍, Pinyin Zhèng Zhīlóng, W.-G. Cheng Chih-lung; * zwischen 1592 und 1595 in Shijing, Provinz Fujian, China; † 24. November 1661 in Peking), auch unter dem Spitznamen Yiguan oder Iquan bekannt, war ein chinesischer Händler, Pirat und Admiral, der am Übergang von der Ming- zur Qing-Dynastie großen Einfluss ausübte.

## Leben

### Macau
Um 1610 begann Zheng eine Lehre bei seinem Onkel, einem Händler namens Huang Cheng, in der portugiesischen Siedlung Macau, wo er ihm half, Schiffe auf Routen nach Japan und Südostasien zu segeln. Während seiner Zeit in Macau wurde Zheng getauft und erhielt den christlichen Namen Nicholas Gaspard (bzw. Nicolas Jaspar). Er war mit einigen Priestern befreundet und lernte von diesen die portugiesische Sprache, die in ostasiatischen Gewässern als wichtige lingua franca fungierte.

### Hirado
Seine Laufbahn als Händler bzw. Seeräuber begann im Süden Japans unter der Obhut von Li Dan („Captain China“). Li Dan war ein führender chinesischer Händler in Hirado, der den illegalen Handel zwischen Hirado und Xiamen steuerte. Da die Ming den Handel zwischen China und Japan weiterhin verboten, waren die japanischen Häfen in Hirado, Nagasaki und Tanegashima Tummelplätze für europäische und asiatische Schmuggler. Nach Lis Tod 1625 übernahm Zheng dessen Flotte und führte seine Geschäfte fort.

### Admiral und Freibeuter
In den 1620er Jahren verlagerte Zheng seine Operationen in die Gegend um Fujian, wo eine der Hauptrouten des chinesischen Seehandels verlief und wo er wie viele andere Piratenkapitäne zu großem Reichtum gelangte. 1628 bot die Ming-Regierung ihm eine Stellung als Admiral an – zu der Zeit eine bewährte Taktik, um die Piraterie unter Kontrolle zu halten. Mit offiziellen Befugnissen ausgestattet, ließ Zheng seine Rivalen hinter sich und stieg zum Anführer einer mächtigen Seeflotte auf.
Daneben unterhielt er eine zwiespältige Allianz mit der Niederländischen Ostindien-Kompanie auf Taiwan. Die Holländer waren daran interessiert, Zugang zum chinesischen Markt zu erhalten und die portugiesische und spanische Vormachtstellung im Regionalhandel zu unterbinden. Als geschäftlicher und diplomatischer Verbindungsmann zu den Ming, und da er als Freibeuter spanische Schiffe angriff, war er für die Erreichung der holländischen Ziele gleich von doppeltem Nutzen. Ende der 1620er Jahre kontrollierte Zheng den Handel zwischen Taiwan und Fujian. In den 1630er und Anfang der 1640er Jahre agierte er als wahrscheinlich einflussreichster Chinese in asiatischen Gewässern.

### Prinz von Tang und Tod
Als 1644 Peking, die Hauptstadt der Ming-Dynastie, von den Mandschu eingenommen wurde, unterstützte Zheng den Ming-Prinzen Zhu Yujian, auch Prinz von Tang genannt, in der Provinz Fujian als Anwärter auf den Kaiserthron. Als die Armee der Mandschu zwei Jahre später einen überwältigenden Sieg in Zentralchina errang, wechselte Zheng die Seiten und wurde als Folge von der Qing-Regierung mit Titeln und hohen Ämtern überhäuft. Sein Sohn Zheng Chenggong (auch als Koxinga bekannt), der als berühmter Pirat die Insel Formosa (Taiwan) kontrollierte, weigerte sich, sich den Qing-Truppen zu ergeben. Als Folge wurde Zheng Zhilong 1655 gefangen genommen und all seiner Ämter enthoben. 1661 wurde er wegen des hartnäckigen Widerstandes seines Sohnes hingerichtet.

## Werke
- Jingguo xionglue („Große Strategie, um das Land zu befehligen“), militärisches Handbuch, 1645